# Wadenbein

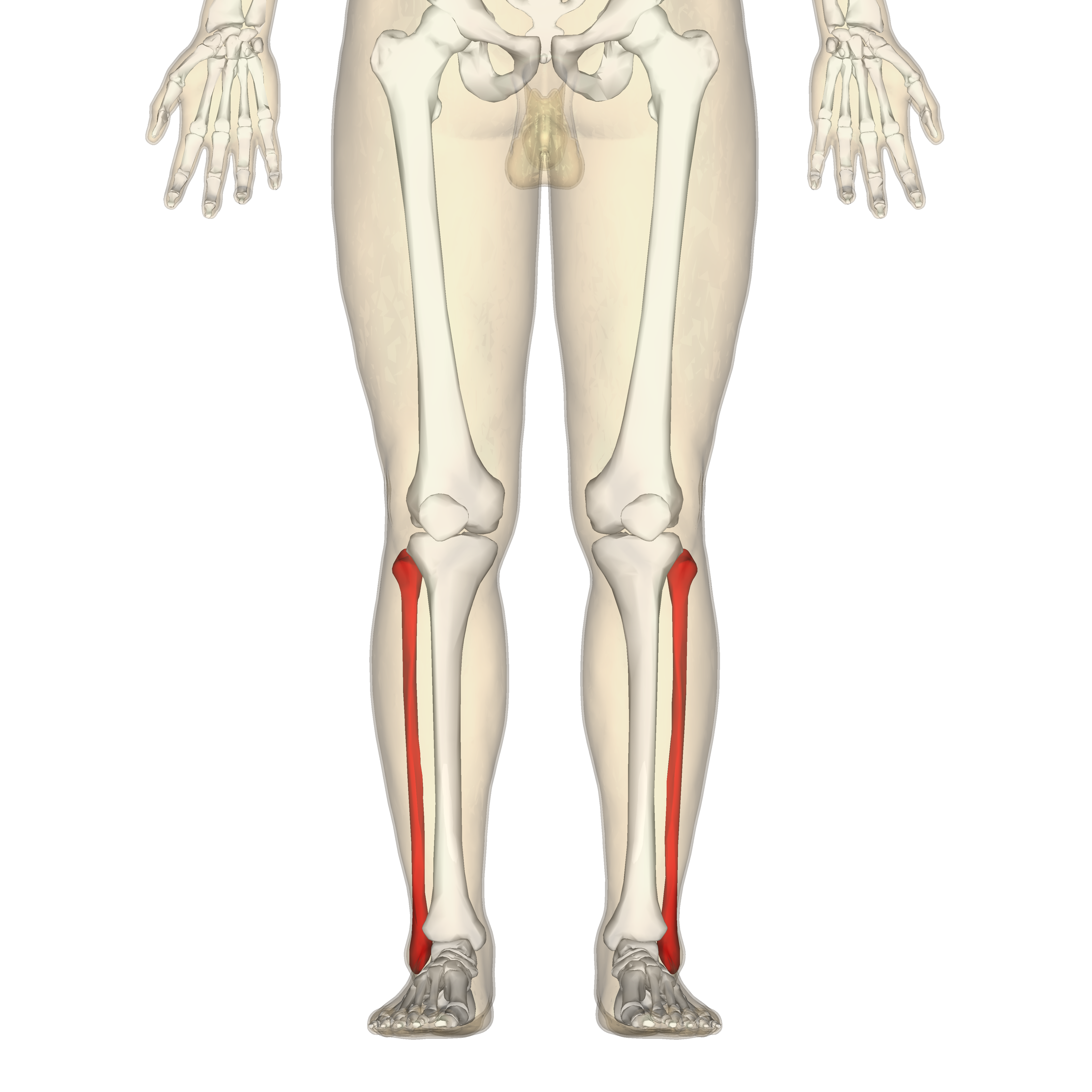
Lage der Fibula des Menschen (rot)

Das Wadenbein (lat. Fibula (f.) „Heftnadel“, „Spange“) ist neben dem Schienbein (Tibia), an dem es seitlich außen anliegt, einer der beiden Knochen des Unterschenkels. Das Wadenbein ist der dünnere der beiden Knochen und ein typischer Röhrenknochen.

## Wadenbein bei Säugetieren

### Kopf
Das verdickte obere Ende, der Fibulakopf (Caput fibulae), läuft nach oben hin in eine Spitze (Apex capitis) aus. Er ist am mittigen Umfang durch eine dreiseitige, nach innen gekrümmte (konkave) Gelenkfläche (Facies articularis capitis fibulae) über die Articulatio tibiofibularis mit dem Schienbein verbunden, hat aber keine Verbindung mit dem Oberschenkelknochen (Femur). Bei Wiederkäuern ist der Wadenbeinkopf mit dem seitlichen Schienbeinknorren (Condylus lateralis tibiae) verwachsen, die gelenkige Verbindung also aufgehoben.

### Schaft
Der lange und im Vergleich zum Schienbein sehr dünne Wadenbeinschaft (Corpus fibulae) liegt seitlich dem Schienbein an. Er zeigt nicht sehr ausgeprägte Kanten (Margo anterior, Margo lateralis und Margo posterior), die den Körper in drei Flächen (Facies medialis, Facies lateralis und Facies posterior) unterteilen. Bei Wiederkäuern ist der Schaft vollständig zurückgebildet, bei Pferden reicht er nur bis zur Mitte des Unterschenkels. Der Spalt zwischen Schienbein- und Wadenbeinschaft (Spatium interosseum cruris) wird von kräftigen Bindegewebsfasern (Membrana interossea cruris) durch eine Bandhaft (Syndesmose) überspannt. Bei Fleischfressern wie Hunden und Katzen reicht das Wadenbein bis zum unteren Ende des Unterschenkels bzw. des Schienbeins.

### Unteres Ende
Das verdickte untere Ende des Wadenbeines bildet den Außenknöchel (Malleolus lateralis). Über seine Außenseite zieht eine Furche (Sulcus malleolaris lateralis) für die Sehnen des Musculus peroneus. Auf seiner Innenseite liegen eine Gelenkfläche (Facies articularis malleoli) zur Verbindung mit dem Sprungbein (Talus) und somit zur Bildung des Sprunggelenkes und hinter ihr eine Grube (Fossa malleoli lateralis), an der Bänder ansetzen. Bei Wiederkäuern ist als Überbleibsel des weitgehend rudimentären Wadenbeines ein eigenständiger Knochen (Os malleolare) ausgebildet. Bei Pferden ist das untere Ende des Wadenbeines vollständig mit dem Schienbein verschmolzen, so dass bei dieser Tierart das Wadenbein nur in der oberen Unterschenkelhälfte als eigenständiger Knochen ausgebildet ist.

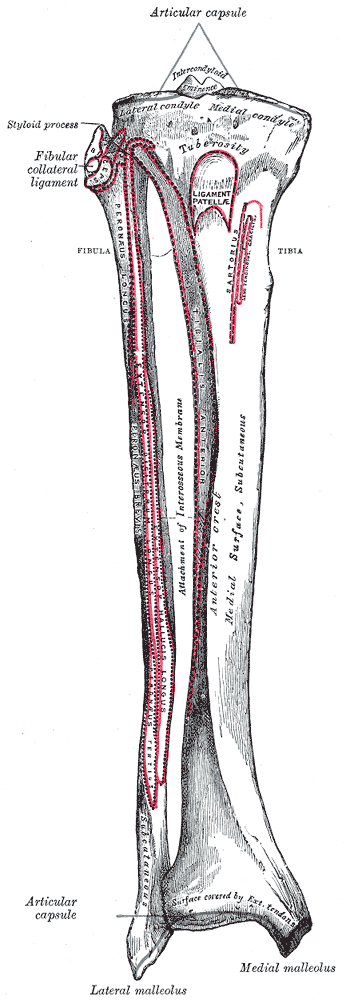
Rechtes Wadenbein (und Schienbein), Vorderseite
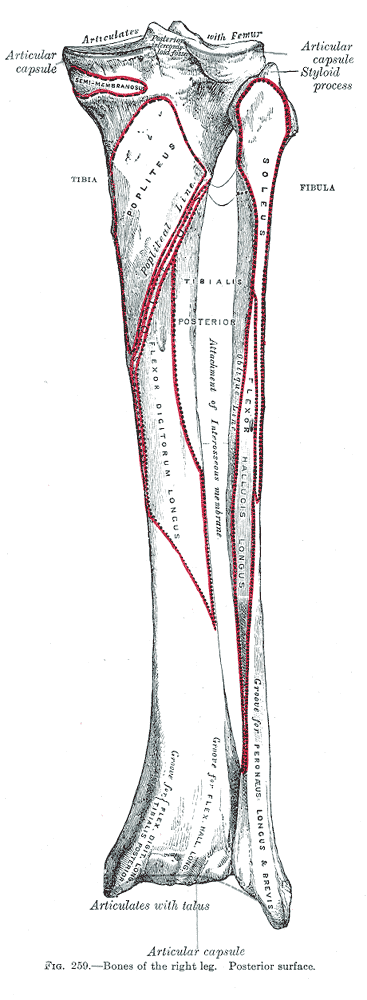
Rechtes Wadenbein (und Schienbein), Rückseite

## Erkrankungen
Ein Knochenbruch des oberen Wadenbeines (Fibulafraktur, Pott-Fraktur) kommt selten vor. Er wird operativ mittels Osteosynthese durch Metallplatten und Schrauben bzw. durch eine Marknagelung behandelt. Bei Sprunggelenkfrakturen ist der zum Wadenbein gehörende Außenknöchel (Malleolus lateralis) häufig mitbetroffen.
Die Fibulaaplasie, auch Fibulare Hemimelie genannt, ist eine Fehlbildung, bei der das Wadenbein nicht ausgebildet wird. Zumeist ist nur eine Extremität betroffen.